# United Charities Building
Le United Charities Building, également connu sous le nom de United Charities Building Complex, au 105 East 22nd Street ou 287 Park Avenue South, dans le quartier Gramercy Park de Manhattan, à New York, près de la frontière du Flatiron District, a été construit en 1893 par John Stewart Kennedy (en), un riche banquier, pour la Charity Organisation Society. Il a été désigné monument historique national en 1991 pour le rôle joué par la Charity Organisation Society dans la promotion de politiques progressistes de protection sociale, y compris le développement de disciplines universitaires dans ce domaine . 

## Histoire

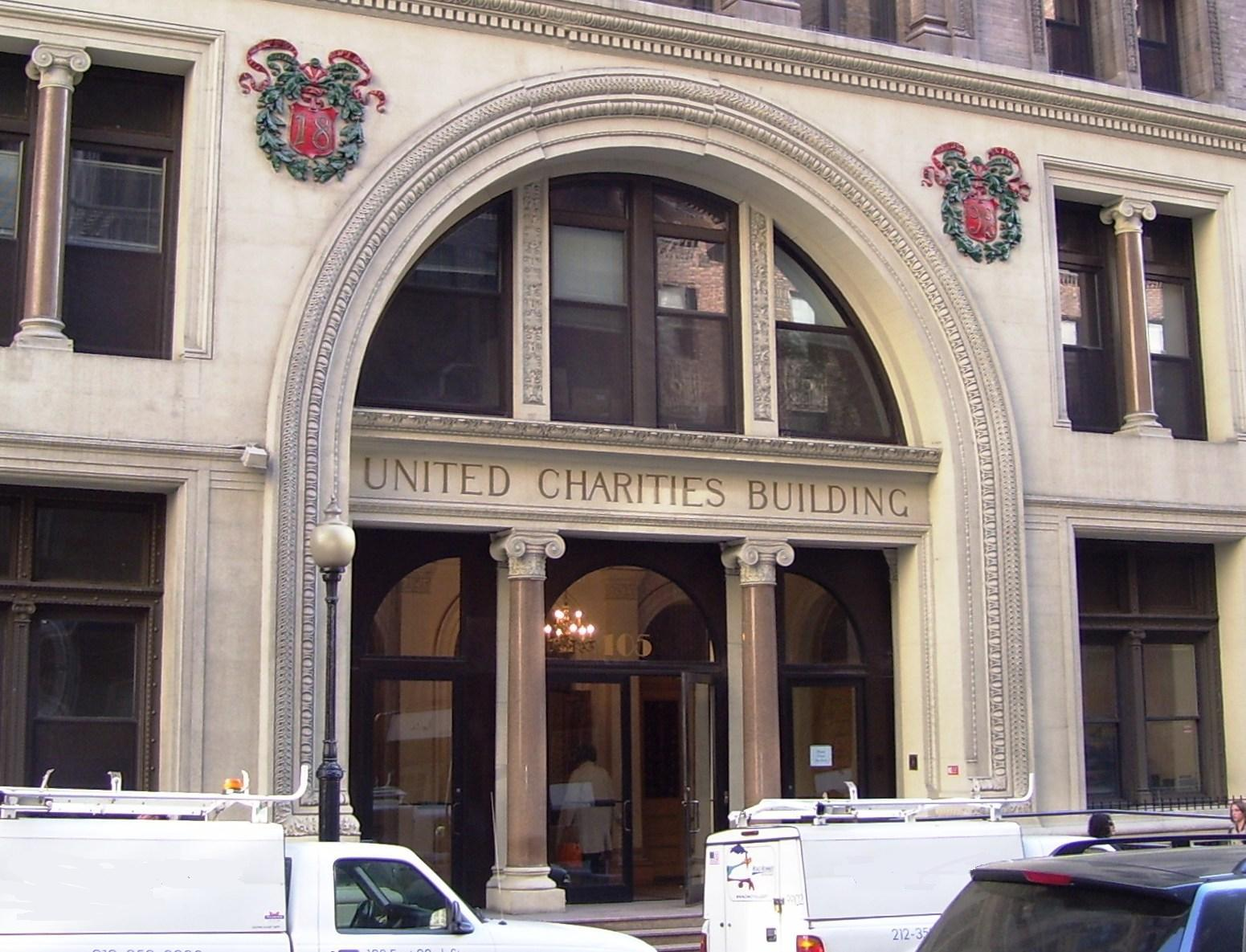
L'entrée du bâtiment principal au 105 East 22nd Street

RH Robertson, qui a conçu le bâtiment, aidé par la firme Rowe & Baker, a été choisi par Kennedy comme architecte en raison de sa grande expérience avec les bâtiments de bienfaisance, comme le YWCA sur East 15th Street. James Baker, le neveu de Robertson, a peut-être travaillé sur une partie de l'extérieur d'origine, mais a fait les ajouts ultérieurs au bâtiment en 1897, lorsque le toit mansardé d'origine a été supprimé et trois étages ont été ajoutés aux sept originaux, et en 1915, lorsqu'un ajout de quatre étages au 111 East 22nd a été construit.  
Bien que le bâtiment principal abrite encore certains organismes de bienfaisance, comme la Community Service Society, il est aujourd'hui utilisé à des usages multiples. La partie nord du bâtiment principal, qui avait été séparée des autres et rebaptisée Kennedy Building, est maintenant des appartements, tandis que l'extension de la 22ᵉ rue est devenue le siège du Dockworkers 'Union en 1946. Le syndicat a vendu le bâtiment dans les années 1980 et il a été converti pour un usage commercial.  
Aujourd'hui, le United Charities Building abrite l'École French International School.
Le complexe a été déclaré monument historique national en 1991 , et fait partie d'une extension proposée du district historique de Gramercy Park  . Cependant, du point de vue architectural, le bâtiment est décrit dans le Guide AIA de New York comme «encombrant et ennuyeux», avec le commentaire que «même Robertson pourrait occasionnellement produire un produit fade»  . Le bâtiment se trouve en face de la 22ᵉ rue du siège de la Fédération des organismes de protection sociale protestants, qui a été construit en 1892. 